# Jubbal
Jubbal (hindi जुब्बल) – miasto w północnych Indiach w stanie Himachal Pradesh, w zachodnich Himalajach.
Populacja miasta w 2001 roku wynosiła 5398 mieszkańców.